# Саханське (Роздільнянський район)
Саха́нське — село в Україні, у Цебриківській селищній громаді Роздільнянського району Одеської області. Населення становить 455 осіб.
До 17 липня 2020 року було підпорядковане Ширяївському району, який був ліквідований.

## Історія
Під час Голодомору 1932—1933 років померло щонайменше 7 жителів села.
Колишній орган місцевого самоврядування — Саханська сільська рада.

## Населення
Згідно з переписом УРСР 1989 року чисельність наявного населення села становила 638 осіб, з яких 294 чоловіки та 344 жінки.
За переписом населення України 2001 року в селі мешкало 614 осіб.
На 1 січня 2020 року — 455 осіб: 220 чоловік і 235 жінок.

### Мова
Розподіл населення за рідною мовою за даними перепису 2001 року:
| Мова       | Відсоток |
| ---------- | -------- |
| українська | 88,38 %  |
| молдовська | 6,71 %   |
| російська  | 3,44 %   |
| вірменська | 1,31 %   |
| німецька   | 0,16 %   |